# Joana-Maria-Gorvin-Preis
Der Joana-Maria-Gorvin-Preis wird alle fünf Jahre von fünf männlichen Mitgliedern der Sektion Darstellende Kunst der Berliner Akademie der Künste vergeben. Mit dem Preis wird die „überragende Leistung einer Theaterkünstlerin im deutschsprachigen Raum“ gewürdigt. Er wurde von Maximilian B. Bauer zur Erinnerung an seine Frau, die Schauspielerin Joana Maria Gorvin, gestiftet und war mit zunächst 50.000 Deutsche Mark, dann mit 25.000 Euro dotiert. Bei der Vergabe für das Jahr 2020 betrug die Dotierung 10.000 Euro.

## Preisträgerinnen
- 1995 Pina Bausch
- 2000 Anny Schlemm
- 2005 Anja Silja
- 2010 Jutta Lampe
- 2015 Kirsten Dene
- 2020 Andrea Breth